# Гимназия имени Яна Неруды
Гимназия имени Яна Неруды (чеш. Gymnázium Jana Nerudy) — шестилетняя гимназия среднего образования, находящаяся в пражском районе Мала-Страна на улице Геллихова 457/3, Чехия. Одна из старейших гимназий в Чехии.

## История
Гимназия была основана 6 июня 1865 года. До конца XIX века наряду с Лужицкой семинарией была одним из образовательных учреждений, в котором обучалась будущая серболужицкая интеллигенция. Студенты Лужицкой семинарии для получения государственного образования проходили в обязательном порядке обучение в этой гимназии. В XIX — начале XX века называлась как «Малостранская немецкая гимназия» по наименованию существовавшей в 40-е годы XIX века «Малостранской гимназии». В современном здании находится с 1876 года, когда её директором был чешский педагог и общественный деятель Вацлав Зелёный. По случаю 100-летия со дня рождения чешского писателя и поэта Яна Неруды гимназии в 1934 году было присвоено его имя.
В настоящее время
До 1990 года в гимназии действовали два отделения: гуманитарное отделение и отделение естественных наук. С 1990 года система обучения подразделяется на два этапа, в течение которых преподаются научные и гуманитарные дисциплины. С этого же времени образование в гимназии имеет двуязычный чешско-английский и чешско-французский характер. В первый и второй год обучения предметы преподаются на английском языке. С третьего года обучения предметы (кроме курса изобразительного искусства и спорта) преподаются на французском языке.
Основное здание гимназии располагается на улице Геллихова. Музыкальное отделение находится на Коменской площади.
В 1996/1997 и 2011/2012 годах в музыкальном отделении на Коменской площади действовала система восьмилетнего образования.

## Известные выпускники
- Бедрих-Радлубин, Миклауш (1859—1930) — серболужицкий писатель и поэт;
- Ванчура, Владислав — чешский писатель;
- Михал Весела (1863—1927) — серболужицкий поэт.
- Вяцлавк, Якуб (1885—1951) — библиотекарь. Основатель серболужицкой библиографии.
- Юрий Лусчанский (1839—1905) — католический епископ, апостольской префект епархии Мейсена.
- Жур, Миклауш (1859—1932) — лужицкий писатель, драматург и общественный деятель.
- Новак, Йозеф (1895—1978) — лужицкий поэт и драматург;
- Пароубек, Иржи — премьер-министр Чехии с 2005 оп 2006 год;
- Паточка, Ян — чешский философ.
- Цыж-Гайничанский, Ян (1883—1948) — лужицкий общественный деятель. Председатель Серболужицкого национального собрания.
- Чесла, Ян (1840—1915) — врач, серболужицкий поэт.
- Михал Шевчик (1870—1903) — лужицкий писатель, историк и публицист.
- Шевчик, Якуб (1867—1935) — лужицкий поэт и общественный деятель.
- Юст, Миклауш (1885—1975) — лужицкий публицист.